# Holmsjön (Ukna socken, Småland)
Holmsjön är en sjö i Västerviks kommun i Småland och ingår i Storåns huvudavrinningsområde. Sjön har en area på 0,164 kvadratkilometer och ligger 77 meter över havet.

## Delavrinningsområde
Holmsjön ingår i det delavrinningsområde (643724-153156) som SMHI kallar för Mynnar i Storsjön. Medelhöjden är 73 meter över havet och ytan är 21,94 kvadratkilometer. Det finns inga avrinningsområden uppströms utan avrinningsområdet är högsta punkten. Amerikabäcken som avvattnar avrinningsområdet har biflödesordning 2, vilket innebär att vattnet flödar genom totalt 2 vattendrag innan det når havet efter 13 kilometer. Avrinningsområdet består mestadels av skog (68 procent), öppen mark (10 procent) och jordbruk (17 procent). Avrinningsområdet har 0,55 kvadratkilometer vattenytor vilket ger det en sjöprocent på 2,5 procent.